# Complejo endorreico de Utrera
El complejo endorreico de Utrera es un humedal del sur de España localizado en la franja de contacto entre las cordilleras Béticas y la depresión del Guadalquivir, formado por tres lagunas someras de carácter estacional: Zarracatín (37°2′6″N 5°48′9″O / 37.03500, -5.80250), Arjona (37°2′11″N 5°49′27″O / 37.03639, -5.82417) y Alcaparrosa (37°2′59″N 5°49′0″O / 37.04972, -5.81667). Está en el sur de la provincia de Sevilla (Andalucía), en la zona de contacto entre la campiña de los municipios de Utrera y El Palmar de Troya y los terrenos de marismas.
El 28 de julio de 1989 la Junta de Andalucía declaró un área de 1161 ha como reserva natural por su «alto valor ecológico para la avifauna, por ser un punto clave para el mantenimiento, reproducción y descanso durante las migraciones de numerosas aves acuáticas. Son abundantes las anátidas y rálidos, especialmente la focha común, con presencias ocasionales de malvasía, flamenco y calamón.»

## Morfología de las lagunas
La morfología que presentan las lagunas es variable. Las de Alcaparrosa y Arjona presentan formas ovaladas, extremadamente alargada en esta última, mientras que la de Zarracatín tiene una planta bastante irregular, aproximándose más a la forma circular. En cuanto a sus características morfométricas, la de Zarracatín es con diferencia la de mayores dimensiones y la menos profunda, mientras que las otras dos son bastante similares.

## Geología
El complejo endorreico de Utrera se ubica en la franja de contacto entre las zonas más externas de las cordilleras Béticas y la depresión del Guadalquivir.
Los materiales triásicos, pertenecientes al Trías Germano-Andaluz, afloran ampliamente en esta zona, constituyendo la formación base sobre la que descansan el resto de los materiales más modernos, pertenecientes al Cretáceo, Plioceno y Cuaternario. Litológicamente, la unidad triásica, de naturaleza margoyesífera, aparece formada por arcillas abigarradas y yesos, con abundantes cuarzos bipiramidales y nódulos de azufre.
Los materiales del Cretáceo descansan en contacto mecánico sobre los materiales del Trías y ocupan una pequeña extensión que aflora al sur de la Zona Periférica de Protección. Litológicamente, esta unidad se caracteriza por una alternancia de margas y margo-calizas rojas, entre las cuales aparecen calizas detríticas de origen turbídico.
El Plioceno aparece representado por arenas y calizas. Las arenas, datadas entre el Plioceno Inferior y Medio, son de carácter margoso y presentan un típico tono amarillento. Descansan también sobre los materiales triásicos y afloran en el límite oriental y occidental del área. Las calizas, de edad Plioceno Superior, afloran en la zona central del complejo y descansan, bien sobre los materiales triásicos, bien sobre la formación anterior.
El resto de los materiales pertenecen al Cuaternario y aparecen distribuidos en pequeñas manchas por toda la superficie del área, tapizando las formaciones anteriores. Principalmente, están constituidos por materiales de origen aluvial y coluvial, destacando entre ellos la presencia de limos, arcillas grises y margas procedentes del relleno de antiguos fondos endorreicos, lo que nos indica la presencia de antiguas lagunas en la zona.

## Geomorfología y relieve
La reserva natural Complejo Endorreico de Utrera se localiza en una zona de escasa altitud, con alturas comprendidas entre los 20 y los 54,9 metros de cota máxima —en La Alcaparrosa—, presentando un relieve de suaves lomas y ligera pendiente, en general inferior al 10%, aunque aparecen localmente determinadas áreas con valores entre el 10 y el 20%, localizadas en la periferia de la laguna de Zarracatín y la orilla este de la laguna de Arjona.
El carácter endorreico de esta zona lagunar viene determinado por tres factores esenciales: una morfología plana que favorece la interrupción del drenaje de las aguas, la existencia de lechos de roca impermeables y un régimen climático con características de semiaridez local o regional.
La génesis de las lagunas debe buscarse en el comportamiento de los materiales triásicos, cuyas condiciones de gran plasticidad favorecen la formación de pequeños diapiros que asoman a la superficie y donde son karstificados o disueltos en profundidad, originándose así las depresiones topográficas donde el agua se acumula.
La red fluvial está escasamente estructurada y mal jerarquizada, al tratarse de vertientes regularizadas, en las que existe un predominio de la escorrentía difusa o en manto. Actualmente, el proceso geomorfológico de mayor dinamismo en la zona lo constituye el arrastre, por la escorrentía superficial, del material de las vertientes que envuelven a las lagunas hacia las depresiones donde éstas se encuentran. Este hecho cobra especial intensidad en la vertiente norte de la laguna de Zarracatín y en la oriental de la de Arjona. Un claro indicador de esta dinámica coluvial lo encontramos en el pozo existente en las inmediaciones de la laguna de Arjona, en cuyo brocal se observan varios anillos construidos en diferentes fases, para que no se cegara por la paulatina elevación del nivel topográfico.

## Edafología
Según la clasificación de la Soil Taxonomy, los suelos presentes en el complejo endorreico corresponden al orden de los Vertisoles, siendo la asociación más frecuente la formada por los tipos Tipyc Chromoxererts y Vertisol Xererts. Son suelos desarrollados a partir del sustrato geológico formado por margas triásicas y estratos margocalizos terciarios, dando lugar a suelos ricos en arcillas y, por tanto, muy impermeables y deficientemente drenados en profundidad. Suelen ser conocidos popularmente como «granulajes» por la presencia frecuente de elementos gruesos. Poseen una escasa profundidad y fuerte apariencia geológica por su moderada evolución edáfica. El perfil característico es del tipo Ap C. 
Agrológicamente, se consideran suelos de mediana calidad (clase agrológica IV), indicados para el cultivo de cereales de verano y el olivar, aunque con ciertas limitaciones, ya que son suelos de difícil manejo, que pasan inmediatamente de húmedos a secos y con grandes inconvenientes para su transformación en regadío por su extremada impermeabilidad. Su susceptibilidad a la erosión es en general media, debido a la ausencia de fuertes pendientes, aunque puede llegar a ser problemática en las zonas localmente abruptas, por las continuas labores a que son sometidos. Dentro de la Zona Periférica de Protección, las áreas más problemáticas, considerando tales las que alcanzan valores de pendiente superiores al 20%, se localizan en las vertientes inmediatas a dos de las tres lagunas del complejo: vertiente este y oeste de la laguna de Arjona, donde encontramos valores incluso mayores del 30%, y algunos tramos lindantes con las orillas norte y este de la laguna de Zarracatín.
La inestabilidad de estas vertientes y la escasa consistencia del suelo agrava aún más el problema del laboreo sobre el borde inmediato de estas lagunas, ya que desencadena un mecanismo de coluvionamiento sobre las orillas de estas lagunas acelerando su colmatación.

## Hidrogeología
Los diversos materiales que conforman el complejo Endorreico poseen un diferente comportamiento hidrogeológico. Los materiales triásicos de la base desarrollan un comportamiento muy impermeable a nivel general, sirviendo de substrato donde se acumula el agua superficial. Las formaciones suprayacentes de arenas y calizas del Plioceno y materiales cuaternarios son permeables y, aunque su reducida superficie no da lugar a que tengan tratamiento de acuífero, pueden dar lugar a pequeños embolsamientos de agua.
Así pues, las cuencas de las lagunas aparecen constituidas por materiales margosos de comportamiento acuitardo y materiales de comportamiento acuífero. Las características hidrogeológicas de estos materiales pueden favorecer el desarrollo de un cierto flujo subterráneo hacia las lagunas, significando así unos aportes adicionales que contrarrestarían en parte los efectos de la evaporación.

## Climatología
Para la caracterización climatológica del área se han analizado los datos de la estación meteorológica completa más cercana, que corresponde a la del Embalse de Torre del Águila o del Salado. El área donde se ubica el complejo endorreico se encuadra en un clima Mediterráneo Subhúmedo, de inviernos suaves y lluviosos seguidos de un prolongado período estival.

### Régimen Térmico
La temperatura media anual es de 15,6 °C, con una oscilación térmica media de 16,4 °C. Las temperaturas mínimas se dan entre diciembre y enero, aunque térmicamente se caracteriza la zona por tener unos inviernos suaves, que reducen considerablemente el riesgo de heladas. Los veranos, en cambio, son largos (de junio a septiembre) y calurosos, alcanzándose las temperaturas máximas en julio, en el que los valores absolutos con frecuencia sobrepasan los 40 °C.

### Régimen Pluviométrico
Las precipitaciones medias anuales se sitúan en torno a los 687 mm. Pero a lo largo del año estas precipitaciones se distribuyen de forma desigual, registrándose dos umbrales muy igualados en los que se registran valores por encima de los 100 mm, uno de invierno, centrado en el mes de diciembre, y otro de primavera, en marzo. El período de sequía coincide con los meses de verano, de junio a agosto, siendo las lluvias caídas durante el mes de julio casi inapreciables.

### Balance Hídrico
A partir del mes de mayo el balance entre precipitaciones y salidas por evapotranspiración comienza a ser deficitario, teniendo que hacer uso de la reserva hídrica del suelo. Pero ya en el mes de junio los valores de evapotranspiración son muy superiores frente a las escasas precipitaciones, lo que hace que terminen agotándose las últimas reservas del suelo y comience la estación propiamente seca o período de déficit hídrico.
Hasta noviembre, con las precipitaciones caídas entre septiembre y octubre, los valores de precipitación no llegan a ser suficientes para paliar las necesidades de evapotranspiración, comenzando entonces el período de recarga de la reserva hídrica del suelo. Esta secuencia del balance hídrico explica el comportamiento estacional de las lagunas, que al no disponer de aportes subterráneos relevantes suelen secarse a comienzos del verano.

## Vegetación y Flora

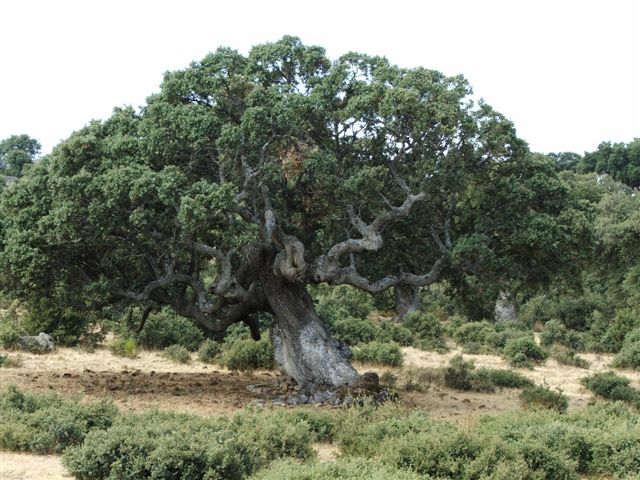
Encina carrasca (Quercus rotundifolia)

Corológicamente, el complejo Endorreico de Utrera se incluye en la Provincia Bética, Sector Hispalense, Subsector Hispalense. En este contexto, la vegetación potencial se desarrolla, en función de las características climáticas, en el Piso Termomediterráneo, siendo la única serie presente la Serie Termomediterránea Bético-Algarviense y Tingitana seco-subhúmeda basófila de la carrasca (Smalici mauritanicae-Querceto rotundifoliae s.). Junto a esta se encuentra la vegetación potencial no climatófila que se desarrolla en el ámbito perilagunar.
Los bosques que representan la cabeza de la serie o vegetación clímax tienen como especie dominante la encina carrasca (Quercus rotundifolia), junto con acebuches (Olea europea var. silvestris), así como algarrobos (Ceratonia siliqua) en los biotopos rupestres y quejigos (Quercus x marianica) en las depresiones y zonas frescas.
Debe mencionarse, además, la posible existencia, debido a la presencia de vertisoles, de la serie de los acebuchales, dado que el flujo y movimiento de las arcillas en la base del suelo y la hidromorfia temporal en algunas zonas impiden el desarrollo de las encinas.
Junto a esta vegetación regional que potencialmente rodea las lagunas, se desarrolla la vegetación perilagunar, dentro de la cual se distribuyen, de forma teórica, las siguientes comunidades desde el interior de las lagunas hasta los suelos más secos:
- vegetación acuática sumergida (Potamogeton sp.);
- helofíticas —(plantas arraigadas en el suelo de aguas poco profundas, con tallo y hojas en el medio aéreo— inundadas por agua dulce poco profunda (Glycerio declinatae-Eleocharidetum palustris);
- comunidad de helófitos vivaces y flotantes (Scirpo fluitantis-Juncetum heterophyllae);
- tras estas comunidades helofíticas se instalan los juncales higrófilos —plantas que viven en medios húmedos— (Junco-Eleocharidetum palustris, Juncetum rugoso-effusi) y menos higrófilos (Galio-Juncetum maritimi), que entran en contacto con los gramadales ubicados en suelos compactados.
- en biotopos secos con encharcamiento temporal aparecen comunidades de terófitos efímeros (Loto subbiflori-Chaetopogonetum fasciculatae) alternando con formaciones vivaces de Armeria gaditana, Centaurea exarata, Gaudinia fragilis (Centaureo exaratae-Armerietum gaditanae) y con comunidades de (Suaedo-Salicornietum ramosissimae, Scirpetum maritimi, Polygono-Tamaricetum africanae), que marcan un carácter subhalófito.

## Fauna

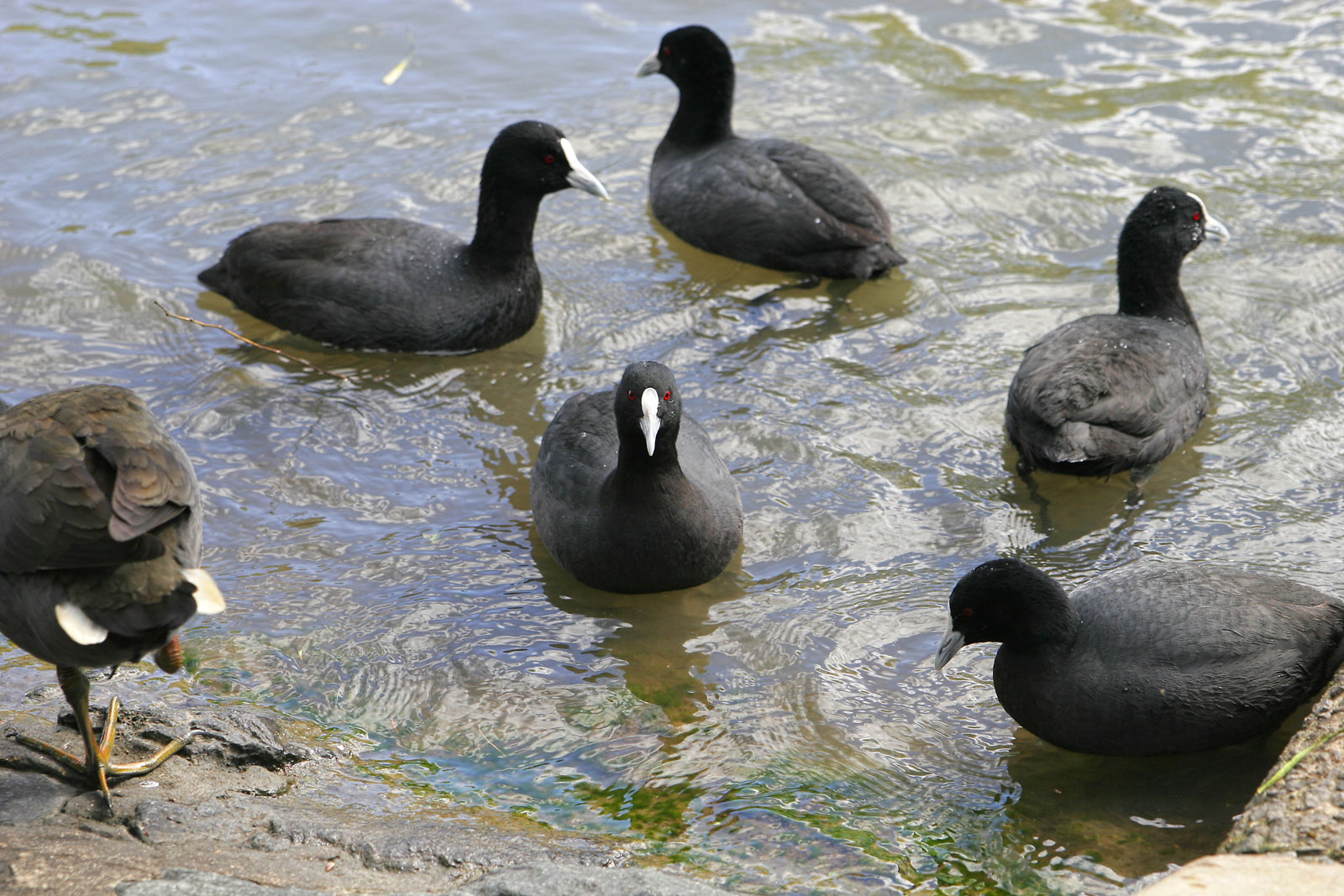
Grupo de fochas comunes.

El complejo endorreico de Utrera posee un alto valor ecológico para la avifauna, ya que constituye un punto clave para el mantenimiento, reproducción y descanso durante las migraciones de numerosas especies de aves acuáticas. Además, su posición geográfica, próxima a las marismas del Guadalquivir, lo convierte en hábitat alternativo, junto con el cercano embalse de Torre del Águila, que constituye otro importante enclave de interés faunístico.
Debido al carácter estacional y a la gran variabilidad intra e interanual del régimen de inundación de las lagunas, la presencia de la avifauna no es constante, estando condicionada tanto por el nivel de encharcamiento, como por la disponibilidad de macrófitos sumergidos, base alimenticia para la mayoría de las aves acuáticas.
Atendiendo a su número, son las anátidas y los rálidos, en especial la focha común (Fulica atra), las especies más abundantes en estas lagunas. En cuanto a la presencia de especies faunísticas singulares, éstas sólo visitan las lagunas ocasionalmente, como es el caso de la malvasía (Oxyura leucocephala) en la laguna de Arjona, que incluso nidifica algunos años, dependiendo de la disponibilidad de agua; el flamenco (Phoenicopterus ruber), que suele acudir a la laguna de Zarracatín, y el calamón (Porphyrio porphyrio) en la laguna de Alcaparrosa.
Entre las anátidas, el pato real (Anas platyrhynchos), el ánade silbón (Anas penelope), el pato cuchara (Anas clypeata), la cerceta común (Anas crecca) y el porrón común (Aythya ferina) son las especies más asiduas. Otras acuáticas menos numerosas son el zampullín chico (Tachybaptus ruficollis) y el ánade friso (Anas strepera)

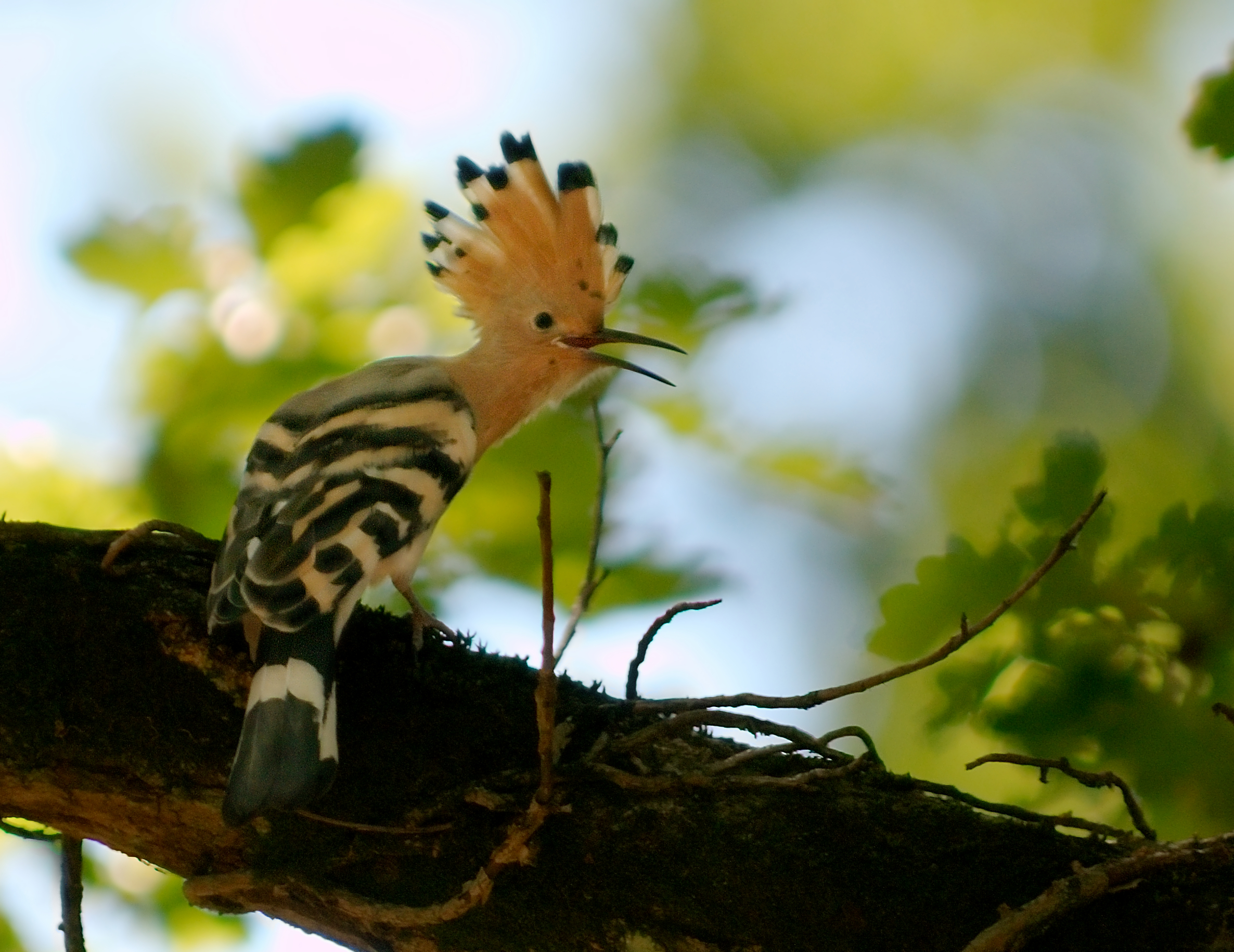
Upupa epops, abubilla.

Entre los ardeidos son abundantes la garcilla bueyera (Bubulcus ibis), la garceta (Egretta garzetta) y la garza real (Ardea cinerea).
Otras especies no acuáticas comunes en el complejo son el abejaruco (Merops apiaster), la abubilla (Upupa epops), la agachadiza común (Gallinago gallinago) y el aguilucho lagunero (Circus aeruginosus). Los láridos también frecuentan el espacio, si bien de modo irregular, siendo abundantes la gaviota sombría (Larus fuscus) y reidora (Larus ridibundus), así como el fumarel cariblanco (Chlidonias hybrida) y la pagaza piconegra (Gelochelidon nilotica). En su paso migratorio es corriente la presencia de limícolas, sobre todo en las lagunas de Zarracatín y Arjona, como la avoceta (Recurvirostra avosetta), la cigüeñuela (Himantopus himantopus), el archibebe común (Tringa totanus) y diversas especies de chorlitejos.
El resto de los grupos faunísticos están menos representados y son peor conocidos. Entre la herpetofauna, hay que mencionar la rana común (Rana perezi), el sapo común (Bufo bufo), el sapillo pintojo (Discoglossus pictus), etc. Entre los mamíferos más comunes están los roedores, el conejo y la liebre, y entre los mamíferos carnívoros se encuentra la comadreja (Mustela nivalis) y, en menor número, el zorro (Vulpes vulpes), la gineta (Genetta genetta) y el tejón (Meles meles).